# Колтунов Йосип Семенович
Йосип Семенович Колтунов (рос. Иосиф Семенович Колтунов; нар. 1909) — радянський футбольний арбітр. Суддя всесоюзної категорії (1945), обслуговував ігри групи «А» в 1938 і 1945 — 1946 роках (12 матчів), представляв Ленінград. Єдиний суддя в історії радянського футболу, що призначив 5 пенальті в одній грі вищої ліги (у тому числі три — у ворота господарів, що також є унікальне досягнення).
2 липня 1938 року в грі «Динамо» (Москва) — «Локомотив» (Тбілісі) призначив 5 пенальті: 2 реалізували господарі, 2 — гості, і ще одне пенальті гості не забили. Матч закінчився перемогою московської команди з рахунком 5:2. Цим самим він потрапив до історії радянського футболу як єдиний суддя, що призначив 5 пенальті в одній грі вищої ліги (у тому числі три — у ворота господарів, що також є рекордом).
Неоднозначний стиль суддівства Колтунова був підданий критиці з боку найвищих спортивних органів після скандальної гри 23 травня 1946 року «Динамо» (Ленінград) — «Торпедо» (Москва). Арбітр не зумів угамувати грубощі на футбольному полі, внаслідок чого низка гравців отримала важкі травми. Всесоюзний комітет фізкультури відсторонив арбітра від суддівства на 2 роки та забрав у нього всесоюзну категорію. Колтунова реабілітували у період «відлиги».